# The Bee Gees 1967
A The Bee Gees című lemez a Bee Gees  együttes 1967-ben kiadott, az együttes korai dalait tartalmazó LP válogatáslemez a Festival Records felvételeiből.

## Az album dalai
A. oldal
1. And The Children Laughing (Barry Gibb)  – 3:21
2. You Wouldn't Know (Barry Gibb)  – 2:07
3. I Want Home (Barry Gibb)   – 2:24
4. Timber (Barry Gibb) –  1:49
5. I Was a Lover, A Leader of Men (Barry Gibb) –  3:34
6. Peace of Mind (Barry Gibb) –  2:22

B. oldal
1. Where Are You (Barry, Robin és Maurice Gibb) –  2:14
2. Spicks And Specks (Barry Gibb) – 2:52
3. Playdown (Barry Gibb)   – 2:48
4. Big Chance  (Barry Gibb) – 1:48
5. Glass House (Robin Gibb)  – 2:05
6. How Many Birds (Barry Gibb)   – 2:07

## Közreműködők
- The Bee Gees